# Cape Town City Football Club
El Cape Town City FC es un equipo de fútbol de Sudáfrica que juega en la Premier Soccer League, la primera categoría de fútbol en el país.

## Historia
Fue fundado el 29 de junio de 2016 en Ciudad del Cabo por el exfutbolista y empresario John Comitis luego de comprar la franquicia del Mpumalanga Black Aces FC. Comitis fue uno de los cofundadores del Ajax Cape Town y formó parte de ese club hasta que vendió sus acciones del club en 2013.
Comitis trasladó la franquicia anterior de la ciudad de Mpumalanga, la cual está a 1500 kilómetros de Ciudad del Cabo por la necesidad de la ciudad en tener a otro equipo en la máxima categoría del fútbol sudafricano, ya que solo un club no le era suficiente a la ciudad.

## Palmarés
- Copa de la Liga de Sudáfrica: 1

2016

## Entrenadores
- Benni McCarthy (2017-2019)[3][4]
- Vasili Manousakis (2019)[4]
- Jan Olde Riekerink (2019-2021)[5]
- Eric Tinkler (2021-)